# Anaspis ruficollis
Anaspis ruficollis is een keversoort uit de familie bloemspartelkevers (Scraptiidae). De wetenschappelijke naam van de soort is voor het eerst geldig gepubliceerd in 1792 door Johann Christian Fabricius.